# أحمد آباد (كوشك)
أحمد آباد (بالفارسية: احمدآباد) هي منطقة سكنية تقع في إيران في قسم كوشك الريفي.